# Regenbogenpresse
Unter dem Begriff Regenbogenpresse werden illustrierte Wochenzeitschriften verstanden, die sich inhaltlich häufig mit Themen aus dem Hochadel oder dem Showbusiness beschäftigen. Der Name ist hergeleitet von der in allen Farben des Regenbogens gestalteten Aufmachung der Kopfleiste und der Titelseite. Eine weitere Bezeichnung ist bunte Blätter. Sie wird manchmal auch der Yellow Press zugeordnet, einem Begriff, der eher die tägliche Sensationspresse kennzeichnet. Zu Lebzeiten der persischen Kaiserin Soraya hatte sich auch die Bezeichnung Soraya-Presse für dieses Genre herausgebildet. Im Verlagsjargon werden die Regenbogenblätter zu den „unterhaltenden Frauenzeitschriften“ gerechnet.

## Format, Verbreitung, Zielpublikum und Machart
Die Wochenblätter bilden einen beachtlichen Teil der Presse-Landschaft. Im Segment der Frauenzeitschriften (mit 2001 ca. 21,6 Millionen verkauften Exemplaren pro Auflage) belegen sie 44 Prozent Marktanteil (2003). Etwa 9 Millionen dieser Zeitschriften werden Woche für Woche verkauft. Die wöchentlichen Blätter werden dabei von klassischen, vierzehntäglich erscheinenden Frauenzeitschriften und von täglich erscheinenden Boulevarderzeugnissen unterschieden. Ursprünglich und bis in die 1960er Jahre hatten die Blätter der Regenbogenpresse tatsächlich Zeitungsformat und nicht das heute übliche Heft- oder Illustriertenformat, weshalb sich auch der Ausdruck Regenbogenzeitungen einbürgerte.
Viele Regenbogenblätter wenden sich ausdrücklich an Frauen und sind „ganz und gar auf die vermuteten Unterhaltungs- und Klatschbedürfnisse älterer Frauen zugeschnitten“. Allerdings wird bereits seit den 1960er Jahren angenommen, dass die tatsächliche Reichweite der Blätter weit über das angegebene Zielpublikum hinausreicht. Nach Analysen der Leserschaftsstruktur sind und waren Regenbogenblätter prinzipiell in allen Bevölkerungsschichten präsent, wobei ein weibliches, eher der Unterschicht zugerechnetes Publikum ab einem Alter von etwa 49 Jahren tatsächlich überrepräsentiert ist. Durch Mehrfachrezeption soll in den 1980er Jahren ein die Auflagezahlen deutlich übersteigendes Lesepublikum von rund 32 Millionen Bundesbürgern (damals knapp die Hälfte der Bevölkerung Westdeutschlands) Regenbogenblätter konsumiert haben. Der Anteil ist jedoch in den vergangenen 20 Jahren stark zurückgegangen, weshalb sich viele Verlage um ein jugendlicheres Erscheinungsbild oder entsprechende Ersatzprodukte bemühen, von denen sich jüngere Frauen stärker angesprochen fühlen.
Themenauswahl und Aufbereitung der Regenbogenpresse unterscheiden sich grundsätzlich nicht wesentlich vom Boulevardjournalismus und den Boulevardmedien, die Grenzen sind fließend. Ein Großteil der Berichterstattung der Regenbogenpresse ist auf Personen aus prominenten Kreisen fokussiert, denen normalerweise ein bestimmtes, von den Redaktionen kreiertes und nicht selten auch mit den Betroffenen selbst abgestimmtes Image unterstellt und durch wiederkehrende Berichterstattung gefestigt wird. Die Berichterstattung über Farah Diba, Silvia von Schweden, Lady Di, Caroline von Monaco oder Letizia von Spanien steht sinnbildlich für viele andere prominente Adelige in Europa.
Generell wird sehr stark mit emotionalen Inhalten und Botschaften gearbeitet, die reißerisch verbreitet und zu erheblichen Teilen auf unbewiesene oder frei erfundene Mutmaßungen gestützt werden. Häufige Themen sind Liebesbeziehungen, öffentliche „Skandale“ und persönliches Leid wie etwa Krankheiten, Unfälle oder das Altern. 
Neben emotionaler Berichterstattung über Prominentenschicksale sowie allerlei Klatsch und Tratsch dienen Mode-, Kosmetik-, Diät- und Reisetipps, Gesundheitsthemen sowie Ratgeber- und Lebenshilferubriken zur Auflockerung der Lesekost.
Das vermittelte Lebensbild in diesen Zeitschriften trägt in der Regel konservative Züge. Der Leserschaft wird das Festhalten an überkommenen Werten als Lösung zur Bewältigung der Realität angeboten. Neben dieser oft auch nur unterschwellig vermittelten Werteorientierung soll die Lektüre der Ablenkung und Zerstreuung dienen.
Wegen der hohen Absatzzahlen und des breiten Publikums ist die Regenbogenpresse für die Werbewirtschaft und PR-Branche ein gefragter und stark umkämpfter Markt. Besonders die Pharmaindustrie investiert große Summen in die Anzeigenschaltung in diesem Printsegment, wobei die Pharmahersteller zielgruppengerecht vorrangig frei verkäufliche Medikamente und gesundheitsfördernde Mittel bewerben. Entsprechend dieser Ausrichtung des Werbemarktes spielen Medizinthemen in der sachbezogenen Berichterstattung der Regenbogenpresse eine gewichtige Rolle.

## Aus der deutschen Geschichte
- 1725/26 gibt der Leipziger Professor Gottsched „Die vernünftigen Tadlerinnen“ heraus und respektiert damit erstmals die Frau als Leserin mit ihren eigenen Vorstellungen von interessantem Lesestoff.
- 1932 – Der Welt am Sonnabend Verlag vertreibt mit dem Titel „Neue Welt“ einen Vorläufer der nach dem Zweiten Weltkrieg aufkeimenden Regenbogenpresse.

## Deutschsprachige Zeitschriftentitel
| Zeitschriftentitel     | Erscheinungsjahr | Verlag (Stand 2018)                 |
| ---------------------- | ---------------- | ----------------------------------- |
| Avanti                 | 2000             | Bauer Media Group                   |
| Bild der Frau          | 1983             | Funke Women Group                   |
| Das Goldene Blatt      | 1971             | Funke Women Group                   |
| das neue               | 1983             | Bauer Media Group                   |
| Das Neue Blatt         | 1950             | Bauer Media Group                   |
| Die Aktuelle           | 1979             | Funke Women Group                   |
| Die neue Frau          | 1999             | Mediengruppe Klambt                 |
| Echo der Frau          | 1973             | Funke Women Group                   |
| Frau aktuell           | 1965             | Funke Women Group                   |
| Frau im Spiegel        | 1946             | Funke Women Group                   |
| Frau mit Herz          | 1949             | Mediengruppe Klambt                 |
| Freizeit Revue         | 1970             | Hubert Burda Media                  |
| Freizeit Woche         | 2004             | Bauer Media Group                   |
| Gala                   | 1994             | Gruner + Jahr                       |
| Glückspost             | 1977             | Ringier Axel Springer Media AG (CH) |
| Glücks-Revue           | 1986             | Hubert Burda Media                  |
| InTouch                | 2005             | Bauer Media Group                   |
| mach mal Pause         | 1993             | Bauer Media Group                   |
| Mini                   | 1986             | Bauer Media Group                   |
| Neue Post              | 1948             | Bauer Media Group                   |
| Neue Welt              | 1932             | Funke Women Group                   |
| Neue Woche             | 1998             | Hubert Burda Media                  |
| Schöne Woche           | 2000             | Bauer Media Group                   |
| Schweizer Illustrierte | 1911             | Ringier Axel Springer Media AG (CH) |
| Viel Spaß              | 1999             | Hubert Burda Media                  |
| Welt der Frau          | 2001             | Mediengruppe Klambt                 |
| Woche der Frau         | 1999             | Mediengruppe Klambt                 |

## Kritik
„Freizeit Magazin Royale“
In einer Satire-Aktion stellte der Entertainer Jan Böhmermann in seiner Sendung ZDF Magazin Royale am 16. April 2021 ein von ihm produziertes Heft mit dem Titel „Freizeit Magazin Royale“ vor, in dem das Privatleben der Verleger großer Medienhäuser, in denen Zeitschriften der Regenbogenpresse erscheinen, analog wie das Privatleben Prominenter in den handelsüblichen Blättern abgehandelt wird. Das vom ZDF in Kooperation mit dem Onlinemagazin Übermedien mit einer Auflage von angeblich 500.000 Stück hergestellte Heft wurde am Samstag nach der Ausstrahlung der Sendung tatsächlich im Zeitschriftenhandel angeboten. Bei den betroffenen Verlagen stieß die Aktion auf Kritik.